# Scottish Aviation Bulldog
A Scottish Aviation Bulldog brit kétüléses kiképző repülőgép, amit a Beagle Aircraft tervezett B.125 Bulldog néven. A prototípus 1969. május 19-én repült először a Shoreham repülőtéren.

## Változatok
A következő Bulldog modelleket gyártották le:
Bulldog Series 1
Bulldog Series 100

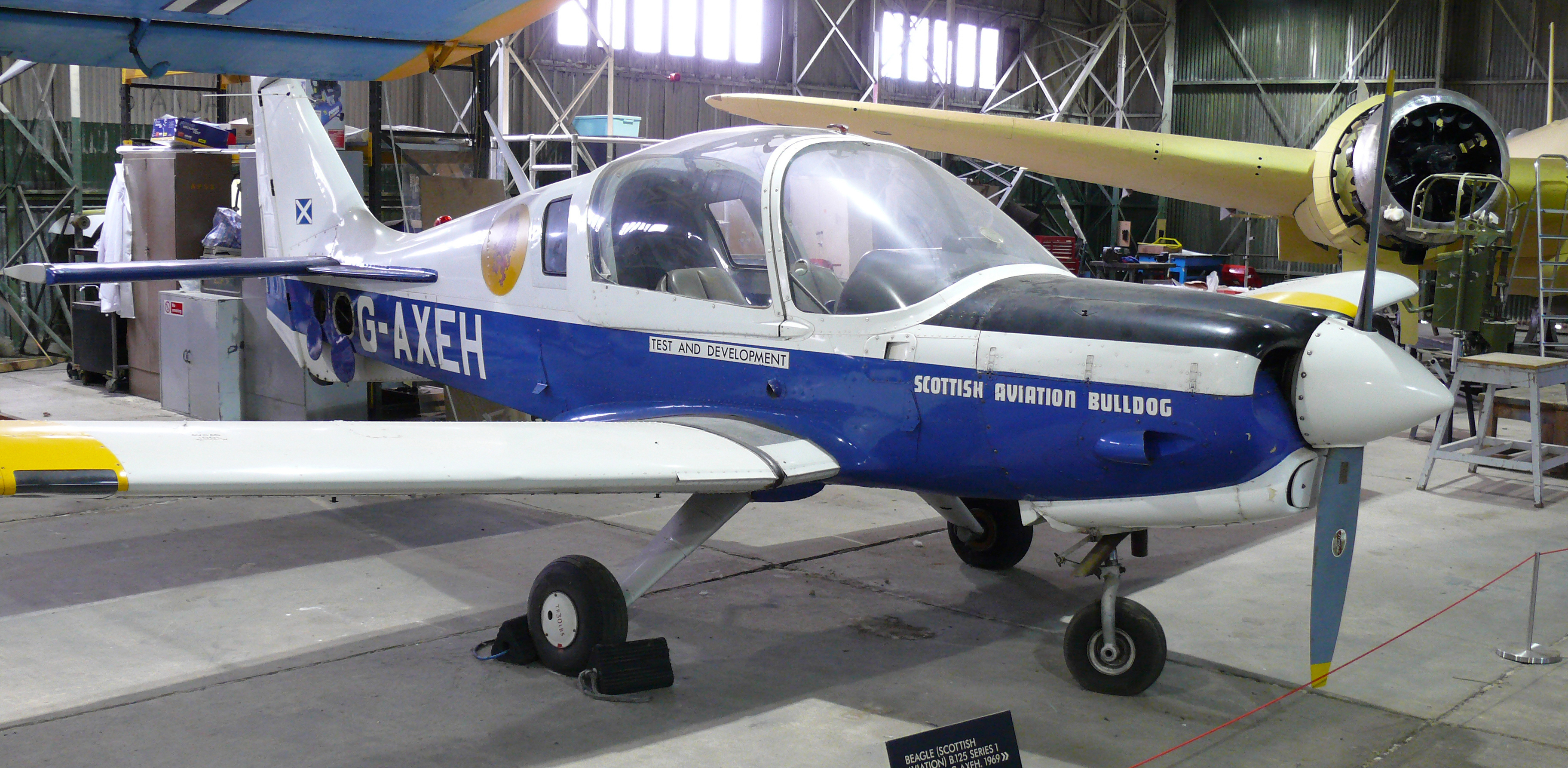
A Bulldog G-AXEH prototípusa a National Museum of Flight-ban

- Modell 101: Exportált modell Svédországba. SK 61 (AF) vagy FPL 61 (Army). 78 darab épült.
- Modell 102: Exportált modell Malajziába. 15 darab épült.
- Modell 103: Exportált modell Kenyába. 5 darab épült.
- Modell 104: Felújított második prototípus (G-AXIG)
- Modell 121: Kétüléses elsődleges kiképzőgép gép a Royal Air Force számára. RAF designation Bulldog T.1. 130 darab épült, öt később átkerült a Armed Forces of Malta-hoz.
- Modell 122: Exportált modell Ghánába. Hat darab épült
- Modell 122A: Exportált modell Ghánába. 7 darab épült
- Modell 123: Exportált modell Nigériába. 37 darab épült
- Modell 124: Company demonstrator (G-ASAL).
- Modell 125: Exportált modell Jordániába. 13 darab épült.
- Modell 125A: Exportált modell a Royal Jordanian Air Force számára. 9 darab épült.
- Modell 126: Exportált modell Libanonba. 6 darab épült.
- Modell 127: Exportált modell Kenyába. 9 darab épült.
- Modell 128: Exportált modell a Royal Hong Kong Auxiliary Air Force számára. 2 darab épült.
- Modell 129: Egy repülőgép épült egy venezuelai civil ügyfél számára. (YV-375-CP).
- Modell 130 : Exportált modell a Botswanaba. 6 darab épült.

Bulldog Series 200

## Fordítás
- Ez a szócikk részben vagy egészben  a   Scottish Aviation Bulldog című angol Wikipédia-szócikk ezen változatának fordításán alapul.  Az eredeti cikk szerkesztőit annak laptörténete sorolja fel. Ez a jelzés csupán a megfogalmazás eredetét és a szerzői jogokat jelzi, nem szolgál a cikkben szereplő információk forrásmegjelöléseként.